# الفترة التزامنية
الفترة التزامنية في علم الفلك هي الفاصل الزمني الذي يستغرقة جرم فلكي ليكون في نقطة محددة مرة أخرى بالنسبة لاثنين من الأجرام الفلكية أو أكثر. وتختلف عن مدة الدور المداري وهو الزمن المستغرق لدوران جرم سماوي في مداره حول جرم آخر لدورة كاملة. مثال دوران الأرض حول الشمس.